# Club Atlético Bohemios
O  Club Atlético Bohemios  é  um time uruguaio de voleibol indoor feminino e masculino da cidade de Montevidéu. Atualmente disputa a Super Liga A1 Uruguaia  e seu primeiro título nacional foi na temporada 2014, título que rendeu-lhe qualificação para o Campeonato Sul-Americano de Clubes de 2015, edição na qual encerrou na sexta posição.

## Resultados obtidos nas principais competições

### Títulos conquistados
- Campeonato Uruguaio (2 vezes): 2014[1] 2015[3]
- Campeonato Sul-Americano: